# Adetomyrma clarivida
Adetomyrma clarivida este o specie de furnică care aparține genului Adetomyrma'. Este o specie oarbă originară din Madagascar. A fost descrisă de Yoshimura & Fisher în 2012.